# Hidroksitirozol
Hidroksitirozol je fenolna fitohemikalija sa antioksidansnim svojstvima. Posle galne kiseline, hidroksitirozol je jedan od najmoćnijih antioksidanasa.
U prirodi se hidroksitirozol javlja u maslinovom lišću koje ima medicinsku primenu, kao imunostimulant i antibiotik. On je takođe prisutan u maslinovom ulju, u obliku estra elenolinske kiseline oleuropeina.
Hidroksitirozol je takoše metabolit neurotransmitera dopamina.